# USS Langley (CV-1)
USS Langley (CV-1) je bio prvi američki nosač zrakoplova u sastavu Američke ratne mornarice. Služio je od 1922. do 1937. godine kao nosač zrakoplova, a 1942. je potopljen zbog teških oštećenja koje je nanijela Japanska carska mornarica.

### Zajednički poslužitelj
|  | Zajednički poslužitelj ima stranicu o temi USS Langley (CV-1)    |
|  | Zajednički poslužitelj ima još gradiva o temi USS Langley (CV-1) |